# Joe Stydahar
Joseph Lee Stydahar (* 17. März 1912 in Kaylor, Pennsylvania, Vereinigte Staaten; † 23. März 1977 in Beckley, West Virginia, geboren als Joseph Lee Stajduhar), Spitzname: "Jumbo Joe" war ein US-amerikanischer American-Football-Spieler und -Trainer in der National Football League (NFL). Er war der erste Footballspieler der in einem NFL Draft verpflichtet und nach seinem Karriereende in die Pro Football Hall of Fame gewählt wurde.

## Spielerlaufbahn

### Collegespieler
Stydahar wuchs in einer Minenregion auf und besuchte in seiner Geburtsstadt die High School, wo er American Football und Basketball spielte. Nach seinem Schulabschluss schloss er sich der University of Pittsburgh an, brach sein Studium aber aufgrund von Heimweh ab. Schließlich studierte er von 1933 bis 1935 an der West Virginia University und spielte dort American Football bei den Mountaineers. Stydahar wurde aufgrund seiner sportlichen Leistungen mehrfach ausgezeichnet und spielte 1935 im East-West-All-Star-Spiel, wo er Mannschaftskamerad von Jay Berwanger war, der ihn als den besten Tackle der damaligen Zeit bezeichnete. Stydahar wurde als Collegefootballspieler zum All-American gewählt.

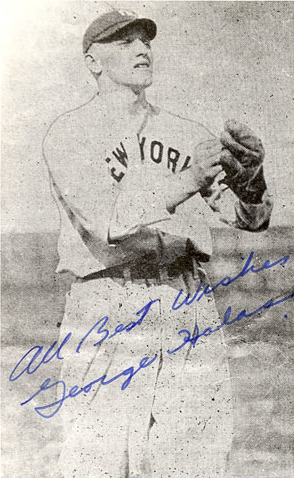
George Halas

### Profispieler
Stydahar wurde 1936 in der ersten Runde an sechster Stelle von den Chicago Bears gedraftet. Trainer der Mannschaft war zu diesem Zeitpunkt George Halas. Bei den Bears spielten in diesen Jahren zahlreiche Auswahlspieler wie der Runningback Beattie Feathers, der Guard Dan Fortmann oder der Fullback Bronko Nagurski. 1937 zog Stydahar mit den Bears zum ersten Mal in das NFL Endspiel ein. Dieses ging gegen die New York Giants mit 28:21 verloren. 1940 gelang erneut der Einzug in das Endspiel. Mit 73:0 wurden die Washington Redskins deklassiert. Im folgenden Jahr konnte der Titel erneut gewonnen werden. Im Endspiel mussten sich die Giants mit 37:9 geschlagen geben. Stydaher wurde in diesem Spiel allerdings nicht als Starter eingesetzt. 1942 blieben die Bears in der Regular Season ungeschlagen, verloren aber im Endspiel gegen die Redskins mit 14:6.

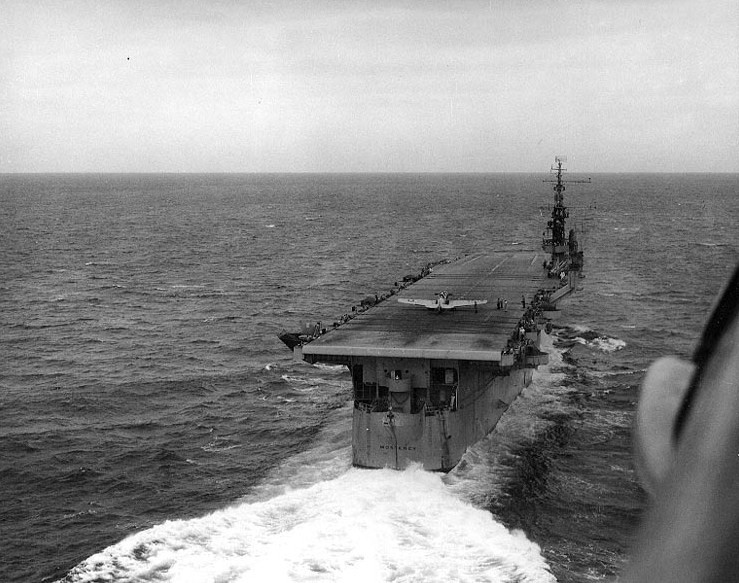
USS Monterey

1943 und 1944 diente Stydahar als Lieutenant der United States Navy zusammen mit Gerald Ford auf der Monterey als Artillerieoffizier. 1945 kehrte er zu den Bears zurück und zog 1946 mit der Mannschaft aus Chicago nochmals in das Endspiel ein. Stydahar wurde im Endspiel erneut nicht als Starter eingesetzt, das Spiel konnte gegen die Redskins mit 24:14 gewonnen werden. Stydahar beendete danach seine Laufbahn.

## Trainerlaufbahn
Stydahar war von 1950 bis 1952 Trainer der Los Angeles Rams. Die Rams verfügten mit Norm Van Brocklin und Bob Waterfield über zwei hervorragende Quarterbacks und hatten mit Elroy Hirsch einen Wide Receiver in ihren Reihen, der später in die Pro Football Hall of Fame aufgenommen wurde. Bereits in seinem ersten Jahr zog er mit seinem Team in das Meisterschaftsspiel ein. Die Rams mussten sich allerdings den Cleveland Browns mit 30:28 knapp geschlagen geben. Im folgenden Jahr machten es die Rams von Stydahar besser und schlugen die Browns mit 24:17. Im Laufe der Saison verließ Stydahar die Rams und trainierte 1953 und 1954 erfolglos die Chicago Cardinals. 1963 und 1964 kehrte er als Assistenztrainer zu den Bears zurück. 1963 gewann Stydaher dann seine fünfte NFL-Meisterschaft. Die Bears gewannen gegen die Giants mit 14:10.

## Ehrungen
Stydahar spielte viermal im Pro Bowl, dem Abschlussspiel der besten Spieler einer Saison. Er wurde sechsmal zum All-Pro gewählt. Er ist Mitglied in der College Football Hall of Fame, in der Pro Football Hall of Fame, im NFL 1930s All-Decade Team, in der WVU Sports Hall of Fame und in der Chicago Bears Hall of Fame.

## Nach der NFL
Stydahar arbeitete als Angestellter einer Containerfirma und starb unerwartet im Alter von 65 Jahren. Er ist auf dem Shinnston Masonic Cemetery in Shinnston, West Virginia, beerdigt.